# 多可爱的战争
《多可爱的战争》（英語：Oh, What a Lovely War!）是一部史诗音乐剧，由琼·利特尔伍德和她的戏剧工作室制作，讽刺第一次世界大战。
其名来自几乎同名的歌曲《Oh! It's a Lovely War》，由J·P·朗（J. P. Long）和莫里斯·斯科特（Maurice Scott）于1917年创作，也用在本作中。
維克多·施皮內蒂凭借它获得托尼奖最佳音乐剧男配角奖，李察·艾登堡将其改编为电影，1969年上映。